# Art brut
Art brut (sztuka marginesu albo ludzi wykluczonych), z franc. brut – czyli pochodząca ze stanu dzikiego, bez okrzesania – w języku polskim oznacza „prymitywna, instynktowna”. W języku francuskim pochodzi z piśmiennictwa Jeana Dubuffeta, który pierwszy użył owego określenia, i konotuje „brak kultury”. Oznacza wszelkie formy sztuki tworzonej nieprofesjonalnie i spontanicznie, przede wszystkim przez osoby niekształcone lub dotknięte chorobą psychiczną. Zalicza się do nich szeroko rozumianych prymitywistów, jako twórców bez formalnego wykształcenia artystycznego.

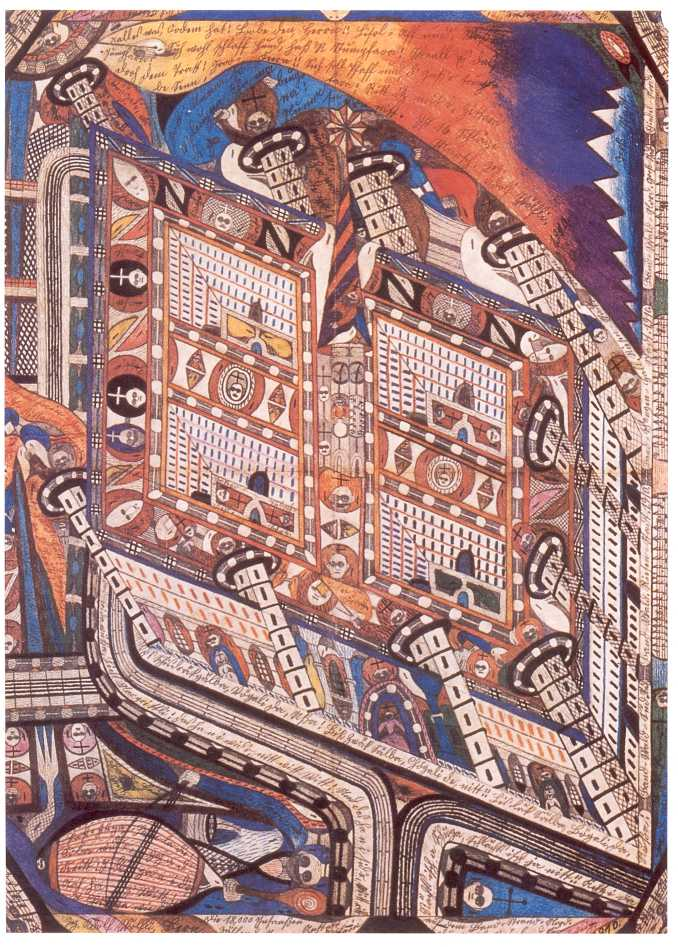
Adolf Wölfli Irren-Anstalt Band-Hain (1910)

W świecie anglosaskim sztuka ta określana jest jako Outsider Art, a także Visionary art. Pojęcie użyte zostało po raz pierwszy w 1972 roku przez pisarza brytyjskiego Rogera Cardinala, który szukał angielskiego odpowiednika francuskiego pojęcia art brut Dubuffeta. Wkład w uznanie wartości zjawiska mieli psychiatrzy, m.in. Leo Navratil w domu sztuki Gugging w Klosterneuburgu koło Wiednia oraz La Tinaia, Centro di Attività Espressive we Florencji we Włoszech, którzy wykorzystywali zajęcia artystyczne dla celów terapeutycznych. 
Od pół wieku wyrósł rynek tego kierunku sztuk, np. KunstKöln w Niemczech i Outsider Art Fair w Nowym Jorku; ukazują się na jego temat także specjalistyczne czasopisma np. angielskie Raw Vision.

## Historia
Związki między sztuką a obłędem zauważyli już XIX-wieczni romantycy, ale na odkrycie przez artystów twórczości plastycznej psychicznie chorych trzeba było poczekać do początków XX wieku. „Odkrycie” to czekało na pokolenie artystów takich jak P. Picasso i P. Klee, którzy poszukiwali nowych form ekspresji twórczej, będących alternatywą wobec skostniałego akademizmu tradycji zachodnioeuropejskiej. Podobnie jak w przypadku „odkryć” sztuki prymitywów, ludowej, prehistorycznej i rysunków dziecięcych, mogły one się dokonać dopiero w warunkach uznania spontaniczności i wolnej ekspresji jako źródeł twórczej kreatywności nieograniczonej przez artystyczny formalizm i zdobytą wiedzę. Pierwsi psychiatrzy, którzy analizowali dzieła swych pacjentów pod kątem estetycznym byli już naznaczeni teoriami impresjonistów, którzy stawiali na spontaniczność, zmysłowy impuls ulotnej chwili („złapania uciekających chwil”) jako odpowiedni środek artystycznego przekazu. To była główna cecha dzieł, które gromadzili w swoich zbiorach; czy mówimy tu o kolekcji z Heidelbergu, stworzonej przez Hansa Prinzhorna (1886–1933) – historyka sztuki, który stał się psychiatrą, czy psychiatry Waltera Morgenthalera (1882–1965) – odkrywcy szwajcarskiego chłopa Adolfa Wölfliego, najbardziej znanego twórcy art brut.
Badania Prinzhorna i Morgenthalera wywarły ogromny wpływ na postrzeganie sztuki wykluczonych przez późniejszych surrealistów i zainspirowały pierwszą definicje art brut sformułowaną później przez Dubuffeta.
W 1945 roku Jean Dubuffet pozostawił swój biznes winnic, aby poświęcić się malarstwu i odbyć swoją pierwszą podróż po więzieniach i szpitalach psychiatrycznych Szwajcarii i Francji. Odwiedził pisarzy, artystów, wydawców i kuratorów muzeów, lekarzy i dyrektorów więzień. Poznawał ich kolekcje. Nawiązał trwałe przyjaźnie, m.in. z prof. Charlem Ladamem, dyrektorem placówki psychiatrycznej Bel-Air w Genewie, który zaadaptował małe pomieszczenie w szpitalnym pawilonie do prezentowania prac „wariatów” zebranych podczas całej swojej pracy zawodowej, jak również dzieła pacjentów z Bel-Air. Po powrocie do Francji, Jean Dubuffet sformułował pierwszą definicję Art Brut. Sama nazwa pojawia się po raz pierwszy na piśmie w liście Dubuffeta do szwajcarskiego malarza René Auberjonois, 28 sierpnia 1945.
Dubuffet podjął też rozpoczęte w latach 20. ubiegłego wieku przez dr Hansa Prinzhorna badania na temat sztuki „szalonych”, a także badania dr Morgenthaler poświęcone w 1921 r. leczonemu psychiatrycznie, słynnemu przedstawicielowi Art brut, Adolfowi Wölfliemu.
W 1948 roku z inspiracji Dubuffeta powstała w Paryżu La Compagnie de l'Art Brut (Towarzystwo Art Brut), wspierana przez André Bretona, Jeana Paulhana, Charles’a Rattona Henri-Pierre’a Roche’a i Michela Tapie. Ulokowali się w małym domu udostępnionym przez wydawcę Gastona Gallimarda, przy rue de l'Université. Zorganizowali pierwsze wystawy poświęcone w szczególności takim artystom jak: Adolf Wölfli, Aloise, Joaquim Vincens Gironella.
W 1949 r. Dubuffet doprecyzował swoją definicję art brut w artykule L’Art Brut préféré aux arts culturels. Ten tekst, swoisty manifest nowej sztuki, pojawił się w katalogu towarzyszącym pierwszej dużej wystawie La Compagnie de l'Art Brut. Odbyła się ona w Galerii Drouin René w Paryżu, gdzie można było zobaczyć: 200 prac sześćdziesięciu trzech autorów. Impreza przyciągęła uwagę Francis Ponge, Henri Michaux, Juana Miro, a przede wszystkim Claude’a Lévi-Straussa.
W 1951 r. z Compagnie de l'Art Brut zrezygnował André Breton, w tym samym roku w wyniku różnych trudności kolekcja Art Brut została „wyeksmitowana” z dotychczasowych pomieszczeń. Jean Dubuffet powierzył ją artyście Alfonso Ossorio, który umieścił ją w East Hampton, niedaleko Nowego Jorku. Na tym swoistym wygnaniu, liczący już 1200 dzieł 100 autorów, zbiór przebywał ponad dziesięć lat.
W 1959 r. Jean Dubuffet, tym razem w towarzystwie „galernika” Alphonse’a Chave, powrócił do poszukiwaniu dzieł Art Brut. Efektem tych poszukiwań była wystawa zatytułowana „L'Art Brut” w Galerii Chave.
W 1962 galeria Cordier & Ekström w Nowym Jorku pokazała wybrane dzieła z kolekcji Dubuffeta. Po wystawie cała kolekcja wróciła do Francji, do dworku przy rue de Sevres w Paryżu. Compagnie de l'Art Brut odrodziła się, przekształcając się w centrum badawcze. Kuratorem miejsca został Kopac Slavka. Kolekcja cały czas rosła, dzięki licznym zakupom i darowiznom liczyła już dwa tysiące dwieście dzieł.
Po wielu latach i ciągłych przeciwnościach losu, pragnąc zapewnić swojej kolekcji stały byt, Dubuffet zdecydował się na zinstytucjonalizowanie kolekcji jako dobra publicznego i ofiarował ją miastu Lozannie (Szwajcaria) w 1971 r. Kolekcja obejmowała już wtedy nieco ponad cztery tysiące dzieł (a dokładnie: 4100 dzieł 135 autorów i ok. 1200 prac tzw. drugorzędnych, o niższej wartości). Miasto zdecydowało się, aby pod potrzeby kolekcji i tworzonego dla niej muzeum zaadaptować część XVIII-wiecznego zamku Beaulieu.
Ponieważ „Art brut” jest ściśle związana ze spojrzeniem na sztukę Dubuffeta, określenie to często jest niesłusznie identyfikowane z jego stylem. Ważniejszy jednak jest związek z jego działalnością jako kolekcjonera. Dubuffet zastrzegł sobie używanie „Art brut” jako swój wynalazek i jakby stawiał stempel oceniając prace innych artystów. To samowolne izolowanie swoich kolekcji – „Collection de l’art brut” było krytykowane wcześniej przez André Bretona i później przez Haralda Szeemanna.
W 1975 r. Collection de l'Art Brut znalazła się w zaadaptowanym zamku Beaulieu w Lozannie.
W 1976 r. kolekcja l'Art Brut w Lozannie została otwarta dla publiczności. Kuratorem był Thévoz Michel, wspomagany przez Geneviève Roulin. Obecnie kolekcja liczy sobie ponad 35 000 dzieł, również polskich twórców, tj. Henryk Żarski z Pakówki (wielkopolskie) i nieżyjący już Stanisław Zagajewski z Włocławka.
Część środowiska Dubuffeta we Francji, niezadowolona z utraty kolekcji, kontynuowała pracę stowarzyszenia, które przybrało nazwę L’Aracine i które od 1982 do 1997 roku sukcesywnie rekonstruowało zbiory korzystając z adresów dostarczonych przez Dubuffeta. Równolegle prowadziło też własne poszukiwania, dokonując kolejnych odkryć. W 1996 roku miało już 3000 zebranych prac i własne problemy z miejscem dla kolekcji. Tym razem francuska Dyrekcja Muzeów Narodowych uruchomiła wszystkie możliwości, żeby zatrzymać kolekcję we Francji.
W 1997 roku starania przyniosły oczekiwany efekt. L’Aracine przekazało nową kolekcję art brut Muzeum Sztuki Współczesnej i Nowoczesnej w Villeneuve-d’Ascq, niedaleko Lille, ale pod jednym warunkiem. W parku otaczającym muzeum miał być zbudowany jeszcze jeden budynek. W 2008 roku Członek Zarządu Stowarzyszenia l'Aracine prof. Alain Bouillet przyjechał do Polski, m.in. do Galerii OTO JA w Płocku. Owocem tego spotkania była zorganizowana w dniach 15–16 maja 2009 r. w Galerii OTO JA konferencja L'art brut. Est-il le même partout? Czy wszędzie znaczy to samo? z udziałem profesora oraz towarzysząca jej wystawa Adama Nidzgorskiego – twórcy kojarzonego z art brut z Marsylii, wielokrotnie prezentowanego w Polsce.
We wrześniu 2010 w Villeneuve-d’Ascq zostało otwarte tzw. LAM – Muzeum Sztuki Nowoczesnej, Współczesnej i Art Brut (tzw. pierwsza publiczna kolekcja art brut we Francji).

## Kilku europejskich twórcówart brut
Lista międzynarodowa:
- Ferdinand Cheval (le facteur Cheval, czyli listonosz Cheval)
- Aloïse Corbaz
- Henry Darger
- Madge Gill
- Martha Grünenwaldt
- Augustin Lesage
- Alexander Lobanov
- Edmund Monsiel
- Adam Nidzgorski
- Nikifor Krynicki
- Martin Ramirez
- Adolf Wölfli
- Stanisław Zagajewski

## Sytuacja art brut w Polsce
Obecnie sztuka twórców nieprofesjonalnych uległa pewnemu zapomnieniu w oficjalnym nurcie sztuki, choć z drugiej strony zwiększa się, wciąż niewielkie, grono jej kolekcjonerów.
W Polsce art brut określane jest często mianem sztuki niepełnosprawnych, co powoduje dziś wiele nieporozumień. Najczęściej kojarzy się ją z ozdabiającymi kiermasze i festyny wytworami pracowni domów opieki społecznej czy warsztatów terapii zajęciowej. Zazwyczaj nie mają one ze sztuką wiele wspólnego. Nierzadko instruktorzy i osoby prowadzące warsztaty terapii zajęciowej, pragnąc się „wykazać”, nie tylko podpowiadają, ale wręcz sami wykonują prace niepełnosprawnych. Winny temu jest system Domów Pomocy Społecznej (gdzie ci artyści często mieszkają) i warsztatowy. Dyrektorzy tych placówek oczekują takich właśnie działań „instruktorskich”, bo jest wtedy co pokazać przy różnych okazjach. Łatwo wówczas zagubić osoby zdolne, autentycznych twórców, zniszczyć talent, wyhamować indywidualną ekspresję.
Sytuacja powyższa wskazuje na fakt jak ważny jest plener malarski – skupienie twórców w jednym miejscu, zaoferowanie im pracowni czynnej całą dobę i bez ograniczeń, nastawionych przyjaźnie instruktorów, możliwość konfrontacji z innymi artystami, także profesjonalnymi czy studentami ASP. Często stawia się pytanie: sztuka czy terapia? Autentyczna ekspresja twórcza na pewno może być pomocna w terapii, ale jednocześnie ma szansę ujawnić prawdziwy talent artystyczny. Pomóc się ujawnić talentom, to często znaczy tylko tyle, by nie przeszkadzać, stworzyć dobre warunki do pracy artystycznej, udostępnić materiały i pracownię, atmosferę sprzyjającą szczerym wzajemnym relacjom – takie właśnie warsztaty oraz malarskie plenery realizowane są w ramach projektu OTO JA Płockie Zagłębie Sztuki Naiwnej i Art Brut.

### Przebieg historyczny
Pierwszy duży pokaz prac artystów naiwnych i art brut w Polsce („Inni”) miał miejsce w Zachęcie w 1965 roku, za sprawą profesora Aleksandra Jackowskiego.
W 1985 roku w Muzeum im. Jacka Malczewskiego w Radomiu zorganizowana została kolejna duża wystawa „Talent, pasja, intuicja”. Były to największe i najbardziej komplementarne prezentacje sztuki „innej” w dziejach polskiego wystawiennictwa.
W 2005 roku minęło 40 lat od wystawy „Inni” w Zachęcie i 20 lat od wystawy „Talent, Pasja, Intuicja” w Muzeum im. Jacka Malczewskiego w Radomiu, które wspólnie z Państwowym Muzeum Etnograficznym w Warszawie postanowiło przygotować wystawę „Talent, Pasja, Intuicja II”. Była ona z jednej strony retrospektywnym przeglądem najciekawszych zjawisk artystycznych i najwybitniejszych osobowości twórczych z kręgu sztuki nieprofesjonalnej, naiwnej, outsider, art brut, rozpoznanych w ciągu ostatnich 20 lat, z drugiej zaś przypomnieniem wybranych, wybitnych dzieł (z dwóch poprzednich wystaw) uznanych klasyków gatunku m.in.: Nikifora, Ociepki, Monsiela, Krawczuka, Miklasiewicza, Zagajewskiego, Kudły, Zegadły, oraz prace niedawno odkrytych, niezmiernie utalentowanych artystów bez dyplomów, takich jak: Dembiński, Jeziorański, Rebelski, Świątek i innych.
W 1996 r. Wojewódzki Ośrodek Kultury w Bydgoszczy i Bydgoskie Towarzystwo Twórców Ludowych i Nieprofesjonalnych ogłosiły I Ogólnopolski Konkurs Malarski adresowany do malarzy amatorów z kręgu „sztuki naiwnej”. Nieprzypadkowo na patrona tegoż Konkursu wybrano T. Ociepkę. To w Bydgoszczy mistrz Teofil spędził ostatnie lata swego życia, tutaj odnalazł spokój rodzinnego domu, tutaj wreszcie w swej pracowni namalował wiele obrazów, które stały się ozdobą niejednej kolekcji. Założeniem konkursu była szeroka prezentacja amatorskiej twórczości z kręgu malarstwa intuicyjnego, naiwnego i art brut, wychwycenie nowych, ciekawych zjawisk i osobowości twórczych w tym nurcie plastyki. Organizatorom szczególnie zależało na pracach cechujących się szczerością i autentycznością wypowiedzi. Niespodziewanie dla nich samych swoje prace nadesłało 150 twórców z całej Polski. Z 500 Jury zakwalifikowało na wystawę 187 prac 73 autorów. Nagrodzono i wyróżniono 24 autorów, m.in. Józefa Chełmowskiego z Jagli k. Brus (grand prix), Władysława Lucińskiego z Rudy Śląskiej (I nagroda), Ryszarda Koska z Płocka (II nagroda), Damiana Rebelskiego z Bydgoszczy (II nagroda).
Towarzysząca konkursowi wystawa pokonkursowa z czasem staje się Ogólnopolskim Biennale Sztuki Naiwnej (szeroko rozumianej) – najważniejszą i największą imprezą promującą ten nurt sztuki współczesnej w Polsce. Wystawa organizowana jest co dwa lata, zawsze w siedzibie Muzeum Okręgowego, im. Leona Wyczółkowskiego w Bydgoszczy, (pierwsze cztery edycje w Wieży Ciśnień).
W 1994 r. ruszył w Płocku eksperymentalny projekt Oto ja. Jego pomysłodawcą była Beata Jaszczak – instruktor plastyki w ówczesnym Wojewódzkim Domu Kultury. Pomysł był prosty: odkryć i poznać twórczość osób mieszkających w domach pomocy społecznej w woj. płockim. Beata Jaszczak odwiedziła podpłockie placówki. Efektem tych działań był pierwszy plener artystyczny w Miszewie Murowanym i kolejne (od 1998 r.) w Zakrzewie. Potencjał twórczy dostrzeżony podczas sesji wyjazdowych ujawnił się w pełni podczas letnich plenerów. Objawiły się kolejne samorodne talenty: Adam Dębiński, Barbara Chęcka/Hęcka, Halina Dylewska, Krzysztof Paradowski, Regina Chludzińska, Krzysztof Reszczyński, Krzysztof Wiśniewski, Włodzimierz Rosłon, Roman Rutkowski, Genowefa Jankowska. Powstała idea konkursu „Oto ja”, którego laureaci będą zdobywać laury podczas kolejnych edycji Ogólnopolskiego Konkursu Malarskiego im. Teofila Ociepki w Bydgoszczy. Zarówno konkurs, jak i plener są skierowane do mieszkańców Domów Pomocy Społecznej z Płocka i okolic. Ich ideą jest poszukiwanie zjawisk i indywidualności twórczych w nurcie sztuki zwanej naiwną i art brut.
Po kilku latach znawca outsiders art prof. A. Jackowski określi płocki fenomen nazwą Płockie Zagłębie Sztuki Naiwnej i Art Burt.
W 2004 r. padł pomysł powołania stowarzyszenia, które kontynuowałoby działania podjęte przed 12 laty. Stowarzyszenie Edukacyjno – Artystyczne OTO JA uzyskało rejestracje w Krajowym Rejestrze Sądowym w październiku 2006 r. W styczniu 2007 r. przy wsparciu Płockiego Ośrodka Kultury i Sztuki zorganizowało I Konferencję Dotyczącą Sztuki Naiwnej i Art Brut w auli płockiego ratusza. Wśród zaproszonych gości byli: prof. A. Jackowski, (wykład: Sztuka zwana naiwną. Problemy z definicją), Zbigniew Chlewiński (Sztuka naiwna? Nie sztuka naiwnych!), kolekcjoner Leszek Macak (Polska sztuka naiwna i art brut na mapie sztuki światowej) oraz dr Tadeusz Młynarczyk (Skazani na twórczość. Arteterapia a proces twórczy). O płockiej kolekcji opowiedziała Beata Jaszczak – prezes Stowarzyszenia OTO JA i jego członek – Paweł Mysera.
W październiku 2007 r., dzięki wsparciu sponsora, udało się otworzyć Galerię OTO JA, która zajmuje pomieszczenia Towarzystwa Naukowego Płockiego przy pl. Narutowicza 2. Zgodnie z założeniem ma ona przede wszystkim promować artystów „płockich” poprzez wystawy indywidualne. W czerwcu 2008 r. Stowarzyszenie zorganizowało drugą konferencję dotyczą praw autorskich artystów niepełnosprawnych, ze szczególnym naciskiem na prawa artystów – osób ubezwłasnowolnionych. W listopadzie 2008 r. Galeria zorganizowała pierwszą „zewnętrzną” wystawę, która od początku zapowiadana była jako wielkie wydarzenie. Do Płocka przyjechał Erwin Sówka – ostatni żyjący członek legendarnej grupy malarzy – mistyków z Janowca (dzielnica Katowic), kierowanej przez Teofila Ociepkę. Był to pierwszy indywidualny pokaz malarstwa tego 73-letniego artysty na Mazowszu.
W połowie 2008 r. z finansowania Galerii wycofał się główny sponsor. W tym czasie Stowarzyszenie borykało się z problemem pozyskania środków na utrzymaniem lokalu. Galeria działa non-profit, nie sprzedaje prac. Jej głównym celem jest promocja i gromadzenie prac na wzór francuskich kolekcji.

## Przedstawicieleart brutw Polsce
- Tadeusz Andrzejewski (artysta) – ur. 1953, Kraków
- Jan Baranowicz
- Piotr Jan Bedyński – ur. 1966, Opole
- Mikołaj Blachowski – ur. 1973, Bydgoszcz
- Sebastian Cegielski – ur. 1971, Bydgoszcz
- Kazimierz Cycoń – (1931–2004), Owczary
- Adam Dembiński – (1943-2014), Brwilno k/Płocka
- Arkadiusz Domek – ur. 1975, Bydgoszcz
- Paweł Garncorz – ur. 1979, Katowice
- Piotr Gęgniewicz – ur. 1964, Sochaczew
- Tadeusz Głowala – ur. 1943, Otwock
- Władysław Grygny – ur. 1936, Nieledwia k/ Żywca
- Tomasz Jezierzański – ur. 1973, Bydgoszcz
- Henryk Kondratowicz – ur. 1955, Jurecki Młyn k/ Morąga
- Ryszard Kosek – ur. 1957, Gdańsk
- Tomasz Kopczyński – ur. 1983, Sochaczew
- Genowefa Magiera – ur. 1921, Lgota k/Wadowic
- Justyna Matysiak – ur. 1979, Przeźmierowo k/Poznania
- Sławomir Mianowicz – ur. 1971, Bydgoszcz
- Stanisław Mika (artysta) – (1909-1987), Paszyn k/ Nowego Sącza
- Edmund Monsiel – (1897-1962), Wożuczyn k/ Tomaszowa Lubelskiego
- Szczepan Mucha – (1908-1983), Szale k/Sieradza
- Adam Nidzgorski – ur. 1933, Cormeilles-en-Parisis k/ Paryża
- Nikifor Krynicki (Epifaniusz Drowniak) – (1895-1968), Krynica
- Wojciech Oleksy – (1903-1985), Paszyn k /Nowego Sacza
- Dionizy Purta – ur. 1941, Lewonie k/ Moniek
- Damian Rebelski – ur. 1980, Bydgoszcz
- Włodzimierz Rosłon – ur. 1953, Warszawa
- Roman Rutkowski – (1930-2010), Brwilno k/ Płocka
- Barbara Skiba – ur. 1969, Nowa Sól
- Aleksander Słomiński – ur. 1969, Nowa Sól
- Józef Sobota – (1894-1979), Regut k/ Otwocka
- Piotr Stanisz (artysta) – ur. 1973, Kraków
- Julian Stręk – (1932-2000), Ostrów k/Ropczyc
- Bronisław Surowiak – ur. 1936, Warszawa
- Edward Sutor – (1917-1984), Nowy Targ
- Helena Szczypawka – Ptaszyńska – (1897-1978), Skrzeszewice k/Żychlina
- Jacek Szwagrzyk – ur. 1963, Bydgoszcz
- Marek Świetlik – ur. 1965, Kołobrzeg
- Władysław Wałęga – ur. 1940, Kraków
- Krzysztof Wiśniewski (artysta) – ur. 1971, Pułtusk
- Maria Wnęk – (1922-2005), Olszanka k/ Nowego Sącza
- Karol Wójciak – (1892-1971), Lipienica Wielka k/ Nowego Targu
- Stanisław Zagajewski – (1927-2008), Włocławek
- Leszek Zając – ur. 1950, Legnica
- Henryk Żarski – ur. 1944, Pakówka

## Ośrodki polskiego art brut
Współczesne polskie ośrodki art brut – obok miejsc wcześniej wymienionych – to między innymi:
- Galeria „Tak” w Poznaniu
- Galeria „Pod Sukniami” w Szczecinie
- Galeria OTO JA w Płocku
- Stacja Badawcza Outsider Art w Krakowie

## Film o polskim art brut
W lutym 2009 r. TVP Kultura pokazała trzyodcinkowy film dokumentalny o polskim art brut. Ekipa TVP Poznań odwiedziła wszystkie najważniejsze ośrodki w Polsce zajmujące się tą sztuką. Tak powstał 3-odcinkowy film dokumentalny Sztuka zwana art brut, nawiązujący tytułem do książki prof. Aleksandra Jackowskiego Sztuka zwana naiwną. Reżyserem filmu była Anna Kochnowicz (współpraca Joanna Daszkiewicz), związana z TVP Poznań, gdzie prowadziła m.in. program kulturalny „Afisz”. W pierwszym odcinku autorki starały się przybliżyć widzom samą definicję art brut. Kolejny koncentrował się na postaci malarki Marii Wnęk, a w ostatnim mowa jest o relacjach sztuki z terapią.
Film był prezentowany podczas konferencji „L'art brut. Est-il le même partout? Czy wszędzie znaczy to samo?” w płockiej Galerii OTO JA 16 maja 2009.